# 杜憲
杜 憲（と けん、1954年9月23日—）は、中華人民共和国のニュースキャスター、司会、作家。現職は中国伝媒大学の教授。

## 略歴
1954年9月23日、北京市生まれ。父親は、清華大学の教授だった。
1970年から北京人民軸承廠に下放され労働に従事。
1977年9月に北京広播（放送）学院（現在の中国伝媒大学）播音（ラジオ）科を卒業したのち中国中央電視台に入り、国営放送のメインニュース番組『新聞聯播』のアナウンサーに抜擢された。
1988年に政協委員に選出される。
1989年、六四天安門事件が勃発した。同じく中国中央電視台のニュース番組『新聞聯播』のニュースキャスターである薛飛と杜憲は、喪服をイメージさせる服装で6月4日の放送に臨んだ。訃報を伝えるような速度でニュース原稿を読み、抗議を表したという。杜憲は1992年6月に中央電視台を退社し。同年9月から12月にかけ、杜憲は米国の交換訪問に行った。
2000年1月、香港鳳凰衛視の節目組担当司会となった。

## テレビ番組
- 新聞聯播
- 我們只有一個地球
- 穿越風沙線
- 尋找遠去の家園

## 著書
- (中国語) 『我在米国の106天』. 吉林省: 長春出版社. (1993年9月). ISBN 9787805739977

## 家族
- 夫：陳道明[2]
- 女：陳格